# Armia Krajowa
El Armia Krajowa (AFI: [ˈarmʲa kraˈjɔva]) o AK — lit. Ejército Estatal, nombre polaco traducido indistintamente como Ejército Nacional, Ejército Patrio, Ejército del Interior o Ejército Territorial— fue el principal movimiento de resistencia polaco de la Segunda Guerra Mundial en la Polonia ocupada por los nazis, y uno de los mayores de la guerra; operó en todas las regiones del país desde septiembre de 1939 hasta su disolución en enero de 1945. Este movimiento formó el brazo armado de lo que más tarde se llamaría el «Estado secreto» polaco (państwo podziemne).

## Historia

### Segunda Guerra Mundial
El AK se formó a partir del Servicio para la Victoria de Polonia, creado el 27 de septiembre de 1939 por el General Michał Karaszewicz-Tokarzewski. El 17 de noviembre de 1939 el General Władysław Sikorski reemplazó esa organización por la Unión de Lucha Armada, que, tras fusionarse con la Polski Związek Powstańczy (Unión de Resistencia Polaca) se convirtió en el AK el 14 de febrero de 1942. Si bien esas dos organizaciones fueron las fundadoras del AK, también existieron otros movimientos de resistencia en Polonia, la mayoría de los cuales terminaron incorporándose al AK: Narodowa Organizacja Wojskowa (Organización Armada Nacional; otoño de 1942/verano 1943, parcialmente), Konfederacja Narodu (Confederación de la Nación; otoño de 1943), Narodowe Siły Zbrojne (Fuerzas Armadas Nacionales; verano de 1944, parcialmente), Bataliony Chłopskie (Batallones Populares; parcialmente), Gwardia Ludowa (Guardia del Pueblo; 1943, parcialmente). El principal movimiento que no se integró en el AK fue el Armia Ludowa (Ejército Popular).

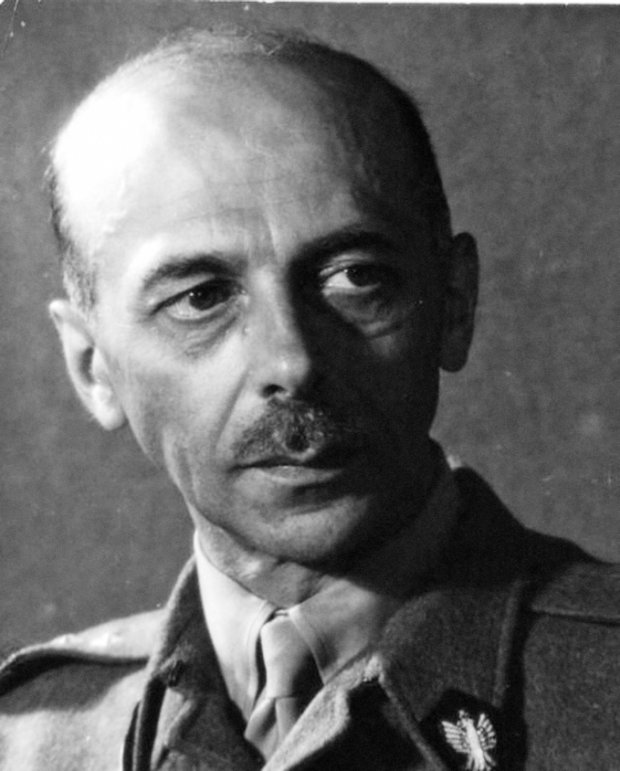
Tadeusz Bór-Komorowski.

Stefan Rowecki (seudónimo Grot, o "Punta de flecha"), sirvió como primer comandante del AK hasta su detención en 1943; Tadeusz Bór-Komorowski fue el comandante desde julio de 1943 hasta su captura en septiembre de 1944. Leopold Okulicki, seudónimo Niedźwiadek ("Osezno") dirigió las operaciones en sus últimos días.
Aunque el AK no causó una rebelión general, sus fuerzas realizaron una intensa campaña de sabotaje armado y económico, además de ocupar fuerzas enemigas con sus ataques de guerrilla. En 1944 actuó a mayor escala, notablemente al iniciar el Alzamiento de Varsovia, que comenzó el 1 de agosto de 1944 con la meta de liberar Varsovia antes de la llegada del Ejército Rojo soviético. Si bien los insurgentes liberaron a varios cientos de prisioneros del campo de concentración de la calle Gesia y combatieron calle por calle, los alemanes terminaron por derrotarlos e incendiaron la ciudad, sofocando la rebelión el 2 de octubre de 1944.
Durante su existencia las unidades del AK realizaro ataques armados y  operaciones de inteligencia, pusieron bombas en trenes de mercancías y participaron en muchos combates entre los partisanos y la policía y el ejército alemanes. El AK también trato de efectuar operaciones de represalia para asesinar a oficiales de la Gestapo en respuesta a las tácticas terroristas impuestas por los nazis sobre la población civil polaca.
El AK ha sido acusado a veces de acciones negativas contra minorías étnicas, especialmente contra los lituanos (ver más abajo).
Las principales operaciones militares y de sabotaje fueron:
- Operación Cinturón
- Operación Tempestad
  - Alzamiento de Wilno
  - Alzamiento de Lwów
  - Alzamiento de Varsovia

El Armia Krajowa proporcionó información valiosa a los Aliados, por ejemplo sobre las bombas volantes V1 y V2.

### Posguerra

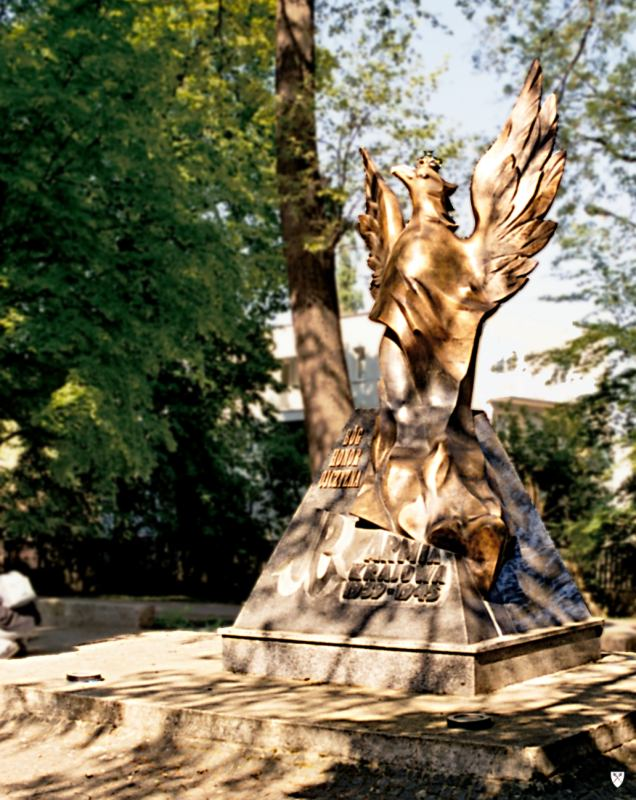
Monumento al AK en Sopot.

El AK se disolvió oficialmente el 19 de enero de 1945 para evitar conflictos con los soviéticos y una guerra civil. No obstante, muchas unidades decidieron seguir combatiendo en las nuevas circunstancias.
La URSS y los comunistas polacos consideraban a la resistencia clandestina leal al Gobierno de Polonia en el exilio como una fuerza que debía eliminarse para garantizar un control absoluto de Polonia. [cita requerida]Se dice que el futuro Secretario General del PZPR, Władysław Gomułka, afirmó lo siguiente: "Los soldados del AK son un elemento hostil que debe suprimirse sin piedad". Otro prominente comunista polaco, Roman Zambrowski, dijo que el AK debía ser "exterminado".
La primera estructura del AK diseñada principalmente para enfrentarse a los soviéticos fue la NIE, formada a mediados de 1943. Los objetivos de la NIE no eran entrar en combate con los soviéticos, sino espiarlos mientras el gobierno polaco en el exilio decidía cómo tratar con los soviéticos; en aquella época el gobierno del exilio aún creía posible una solución negociada. El 7 de mayo de 1945 el NIE ("NO") se disolvió y se transformó en la Delegatura Sił Zbrojnych na Kraj ("Delegación de las Fuerzas Armadas Nacionales"), pero la nueva organización solo duró hasta el 8 de agosto de 1945, en que se tomó la decisión de disolver la organización y cesar la lucha partisana en territorio polaco.
El primer gobierno comunista polaco, PKWN, formado en julio de 1944, no aceptó tener jurisdicción sobre los soldados del AK, por lo que durante más de un año fueron agencias de la URSS como el NKVD las que se encargaron del AK. Hacia el final de la guerra unos 60 000 soldados del AK habían sido arrestados, 50 000 de los cuales fueron deportados a gulags y prisiones de la URSS; la mayoría de esos soldados habían sido capturados por los soviéticos durante o inmediatamente después de la Operación Tempestad,[cita requerida] cuando muchas unidades del AK intentaron cooperar con los soviéticos en un alzamiento nacional contra los alemanes. Otros veteranos fueron arrestados cuando se decidieron a dirigirse a funcionarios del gobierno tras recibir la promesa de una amnistía. Tras estas promesas rotas durante los primeros años de control comunista, los soldados del AK dejaron de confiar en el gobierno.
La tercera organización del AK fue Wolność i Niezawisłość ("Libertad e Independencia"). De nuevo, su principal objetivo no fue el combate sino la ayuda a los soldados del AK en su paso de la vida partisana a la civil; el secreto y la conspiración eran necesarios debido a la creciente persecución de los veteranos del AK por el gobierno comunista. Por añadidura, WiN tenía una acuciante necesidad de fondos para pagar los documentos falsos y proporcionar recursos a los partisanos, muchos de los cuales habían perdido casa y ahorros en la guerra. Considerados enemigos del Estado, sin recursos y con una facción que abogaba por la resistencia armada contra los soviéticos y sus testaferros polacos, WiN estuvo lejos de ser eficaz. El NKVD y la recién creada policía secreta polaca (Urząd Bezpieczeństwa) se cobraron una victoria resonante en la segunda mitad de 1945, cuando convencieron a varios jefes del AK y el WiN de que realmente deseaban conceder una amnistía a los miembros del AK. En pocos meses consiguieron reunir información sobre un gran número de recursos y miembros del AK/WiN. Varios meses más tarde, cuando los líderes (encarcelados) del AK y el WiN se dieron cuenta de su error, la organización había quedado inutilizada y varios millares más de sus miembros habían sido detenidos. WiN se desbandó definitivamente en 1952.
El NKVD y la UB no se privaron del uso de la fuerza. En otoño de 1946 un grupo de entre 100 y 200 soldados del grupo NSZ fueron atraídos a una emboscada y masacrados. Para 1947 un coronel de las fuerzas comunistas declaraba que "La resistencia terrorista y política ha dejado de ser un peligro, aunque aún hay maquis" que había que neutralizar.
La persecución del AK fue solo una parte del gran cuadro del estalinismo en Polonia. En el periodo de 1944-1956 fueron detenidos unos 2 millones de personas, más de 20 000, como el héroe de Auschwitz, Witold Pilecki, fueron ejecutados o asesinados en prisiones comunistas, y 6 millones de ciudadanos polacos (es decir, uno de cada tres adultos polacos) fueron clasificados como 'elemento reaccionario o criminal' y sometidos a vigilancia por las agencias del estado. En 1956 una amnistía liberó a 35 000 exsoldados del AK: habían pasado 10 años en la cárcel por el crimen de luchar por su patria. Aun así, algunos partisanos siguieron en el monte, por reluctancia o por imposibilidad de reintegrarse en la comunidad; se les llamó los soldados malditos. Stanisław Marchewska "Ryba", fue asesinado en 1957, y el último partisano del AK, Józef Franczak "Lalek", fue muerto en 1963, casi dos décadas después del fin de la Segunda Guerra Mundial. Fue solo cuatro años después, en 1967, cuando Adam Boryczka, soldado del AK y miembro del grupo de inteligencia y asistencia de élite Cichociemny ("Los silenciosos invisibles"), formado por los británicos, fue liberado de la cárcel. Hasta el final de la República Popular de Polonia los soldados del AK siguieron siendo vigilados por la policía secreta, y solo en 1989, tras la caída del comunismo, las sentencias contra los soldados del AK fueron finalmente anuladas y derogadas por la justicia polaca.

## Estructura y miembros
En el verano boreal de 1943 el AK alcanzó su número máximo de miembros, calculado en torno a los 380 000. Los cálculos de miembros del AK en la primera mitad de 1944 van de los 250 000 a los 350 000, promediando más de 300 000, incluidos más de 10 000 oficiales. Las bajas durante la guerra se calculan entre 34 000 y 100 000, más entre 20 000 y 50 000 tras la guerra (bajas y encarcelamientos).
El brazo ejecutivo del AK era el mando de operaciones, compuesto de muchas unidades. La mayoría de los demás grupos polacos de resistencia clandestina estaban incorporados al AK, entre ellos:
- La Konfederacja Narodu (Confederación de la Nación) (1943).
- Los Bataliony Chłopskie (Batallones Campesinos).
- Una gran organización militar del Stronnictwo Ludowe (Partido Popular).
- La Socjalistyczna Organizacja Bojowa (Organización Combatiente Socialista), creada por el Polska Partia Socjalistyczna (Partido Socialista Polaco).
- La Narodowa Organizacja Wojskowa (Organización Armada Nacional), creada por el Stronnictwo Narodowe (Partido Nacional).
- A partir de marzo de 1944, parte de la organización de extrema derecha Narodowe Siły Zbrojne (Fuerzas Armadas Nacionales).

El principal grupo que se negó a incorporarse al AK fue el prosoviético y comunista Armia Ludowa (AL), que en su punto álgido (1944) contaba con 30 000 miembros.
El AK se dividía organizativamente en 16 secciones regionales, subdivididas en 89 inspecciones, compuestas a su vez de 278 distritos. El mando supremo definía las principales tareas del AK, como la preparación de las acciones y, con el fin de la ocupación alemana, la rebelión armada general hasta la victoria. En esa fase los planes preveían la toma del poder en Polonia por la delegatura, los representantes del gobierno polaco en el exilio basado en Londres; y por el mismo gobierno, que volvería a Polonia.
En otra dimensión, el AK se dividía en siete secciones: Organizaciones, Información y Espionaje, Operaciones y Adiestramiento, Logística, Comunicaciones, Información y Propaganda, y Finanzas.
Otras subdivisiones importantes del Armia Krajowa incluían:
- Kedyw (también llamado Sección Ocho de Operaciones Especiales)
- Wachlarz (parte de Kedyw)

## Armamento y equipo
Como ejército clandestino en un país ocupado por el enemigo y a más de mil kilómetros del territorio aliado más cercano, el AK hubo de afrontar problemas únicos para adquirir armas y equipo.
El AK consiguió superar estas dificultades parcialmente y armó a decenas de miles de soldados. No obstante, dada la situación solo pudo lanzar al combate a fuerzas de infantería ligera. Por supuesto el uso de artillería, carros de combate o aviación estaba descartado (excepto en unos pocos casos durante el Alzamiento de Varsovia, como el coche blindado Kubuś). Las unidades de infantería ligera, a su vez, usaban una mezcla de todo tipo de armas, en cantidades suficientes solo para una pequeña parte de la unidad.
En contraste, sus oponentes —los alemanes y sus aliados— iban bien pertrechadas de armas y municiones, lo que les daba una superioridad aplastante que limitaba en gran medida las acciones del AK.
Las armas y el equipo del Armia Krajowa procedían de cuatro fuentes: armas enterradas por el Ejército Polaco en los campos de batalla tras la Invasión de Polonia de 1939, armas compradas o capturadas a los alemanes y sus aliados, armas fabricadas clandestinamente por el Armia Krajowa, y armas recibidas por suministro aéreo Aliado.
De las armas ocultadas en 1939, el AK obtuvo: 614 ametralladoras pesadas, 1193 ametralladoras ligeras, 33 052 rifles, 6732 pistolas, 28 armas ligeras antitanque, 25 rifles antitanque y 43 154 granadas de mano. Sin embargo, solo un 30 % se encontraba utilizable.
A veces las compras de armas a soldados alemanes se realizaban "a nivel de base". Las compras eran hechas por unidades o incluso soldados individuales. A medida que las perspectivas de victoria alemana declinaban y la moral de las tropas nazis decaía, el número de soldados dispuestos a vender sus armas crecía proporcionalmente, haciendo de esta una fuente importante. Estas compras eran arriesgadas, ya que la Gestapo conocía la existencia del mercado negro de armas y a veces tendía trampas. Resultaba mucho más fácil comprar armas a las unidades italianas y húngaras, que las vendía de buena gana siempre que pudieran ocultarlo a los alemanes.
Los esfuerzos por capturar armas a los alemanes también dieron buenos resultados. Se asaltaron trenes que llevaban equipo al frente, así como puestos de vigilancia y policía. A veces se robaban las armas de soldados alemanes sorprendidos por la calle. Durante el Alzamiento de Varsovia, el AK llegó a capturar algunos vehículos blindados alemanes.
Las armas eran fabricadas por el AK en sus propios talleres clandestinos, y también por miembros suyos que trabajaban en fábricas de armamento alemanas. Así, el AK pudo procurarse subametralladoras (copias de las o Sten británicas, Błyskawica y KISnativas), pistolas (Vis), lanzallamas, bombas, minas de carretera y granadas de mano (Filipinka y Sidolówka). Cientos de personas participaron en este esfuerzo de producción.
La última fuente de suministros fueron los enviados por el aire por los Aliados. Esta era la única forma de obtener material más exótico pero también muy útil, como los explosivos plásticos o armas anticarro (PIAT).
Durante la guerra 485 aviones aliados llevaron un total de 600,9 toneladas de suministros al AK. Durante esas operaciones se perdieron 70 aviones y 62 tripulaciones (28 polacas). Además del material, los aviones también transportaron a instructores altamente cualificados (los Cichociemni), de los cuales 316 fueron infiltrados en Polonia durante la guerra. Debido a la gran distancia a las bases de Gran Bretaña y el Mediterráneo, y a un tibio apoyo político, los suministros aéreos fueron solo una fracción de los enviados a los movimientos de resistencia francés o yugoslavo.

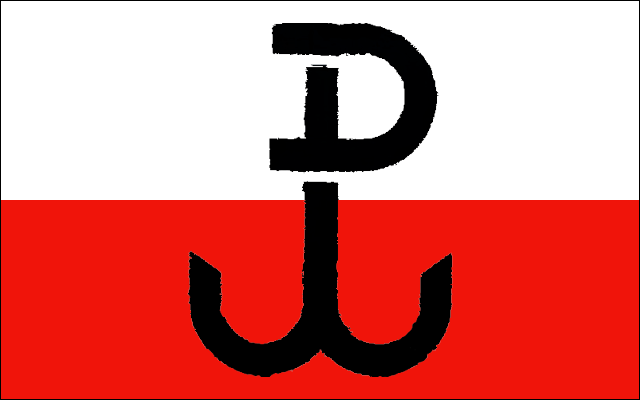
Kotwica (Ancla), uno de los símbolos del Armia Krajowa.

## Relaciones con otras fuerzas

### Relaciones con los judíos
En febrero de 1942, el Mando de Operaciones del departamento de información y propaganda del AK creó la Sección de Asuntos Judíos, dirigida por Henryk Woliński. Esta sección recopilaba datos sobre la situación de la población judía, redactaba informes y enviaba información a Londres. También centralizaba los contactos entre las organizaciones militares judías y polacas. El AK también organizó ayuda financiera a los judíos (véase Żegota). El AK aceptó a pocos judíos en sus filas (alrededor de mil): normalmente los rechazaba por ser más fácilmente identificables por los nazis.
Uno de los miembros del AK, Witold Pilecki, fue la única persona que se presentó voluntaria para ser internada en Auschwitz. La información que reunió fue crucial para convencer a los aliados occidentales del destino de la población judía.
El AK proporcionó al Gueto de Varsovia unos 60 revólveres, varios cientos de granadas de mano, y municiones y explosivos. Durante el Levantamiento del Gueto de Varsovia de 1943, las unidades del AK intentaron en dos ocasiones volar los muros del gueto, realizaron ataques fuera del recinto del gueto y, en combinación con las fuerzas de la GL, atacaron esporádicamente a los centinelas alemanes de los muros. Państwowy Korpus Bezpieczeństwa (Kadra Bezpieczeństwa o KB), una de las organizaciones subordinadas del AK, bajo el mando de Henryk Iwański, participó directamente en los combates dentro del gueto junto con combatientes judíos del ŻZW y el ŻOB.
Tres de los siete miembros del Mando Colectivo del AK (KG AK) eran de origen judío.
Aunque la mayoría de los historiadores coinciden en que el AK fue básicamente inocente de colaboración con los nazis en el Holocausto, periódicamente surgen acusaciones de complicidad de miembros o grupos del AK con la violencia antisemita en Polonia. Es un tema polémico.

### Relaciones con los lituanos
La cuestión de las relaciones entre polacos y lituanos durante la Segunda Guerra Mundial es muy discutida; algunos historiadores lituanos y polacos difieren en su interpretación de los acontecimientos, muchos de ellos relacionados con las operaciones del Armia Krajowa en territorios habitados por lituanos y polacos. En los últimos años varios congresos académicos comunes han empezado a acercar posiciones, pero sigue habiendo diferencias significativas.

#### Conflictos ideológicos
Las relaciones entre polacos y lituanos fueron tensas durante la mayor parte del periodo de Entreguerras debido a conflictos sobre las regiones de Vilna y Suvalkai, de población mixta polaco-lituana. Los alemanes obligaron a familias del oeste de Lituania a trasladarse a la región de Vilna, lo que complicó la situación. Durante la guerra estos conflictos resultaron en miles de muertos, con grupos de ambos bandos aprovechando los combates para cometer actos violentos contra quienes veían como enemigos.
La resistencia polaca era una amalgama de todas las corrientes políticas polacas de la preguerra, por lo que ciertos grupos asociados con círculos nacionalistas tenían una actituda muy negativa sobre los lituanos y el estado lituano independiente. Un número significativo de lituanos comenzaron a colaborar con los ocupantes alemanes

; un ejemplo prominente fue el partido Frente Activista Lituano, muchos de cuyos miembros procedían de los Unionistas Nacionales, cuyo lema de la preguerra era 'Lituania para los lituanos'. El gobierno lituano, animado por los alemanes, esperaba que se le concediera tanta autonomía como se había otorgado a Eslovaquia.
Aunque el LAF desapareció tras 1941, y los alemanes nunca concedieron a los lituanos la autonomía deseada, ciertos elementos del gobierno lituano, en colaboración con los alemanes, participaron en el programa de limpieza étnica, atacando a judíos, polacos y otras minorías no lituanas. . Uno de los incidentes más infames se produjo en la ciudad de Ponary, donde entre 1941 y 1943 alemanes y lituanos masacraron a miles de polacos y judíos 
Una unión clandestina de partidos de izquierda polacos, la Unión Democrática de Vilna (Wileńska Koncentracja Demokratyczna), movida en parte por la postura pronazi de las autoridades lituanas, y en parte por la ideología nacionalista de los partidos de endecja polacos, declaró en marzo de 1941 que los lituanos no estaban preparados para la independencia y no podían considerarse como iguales de los polacos. La declaración contenía un plan para ocupar Lituania, someterla a un comisario general polaco y reeducar a los lituanos "corruptos". Por otro lado, debe recordarse que el Gobierno polaco en el exilio fue el único de la coalición antinazi en declarar su apoyo a la independencia lituana tras la guerra .